# Lea Schwer
Lea Schwer (Nesslau, 13 de janeiro de 1982) é uma ex-jogadora de vôlei de praia suíça semifinalista no Campeonato Europeu de 2005 na Rússia e medalhista de prata no Campeonato Europeu Sub-22 de 2002 na Chéquia.

## Carreira
Em 2002 estreou no circuito mundial com Dinah Kilchenmann nos Abertos de Gstaad e Maiorca, participaram do Campeonato Europeu de 2003, este sediado em Alânia, terminaram na décima nona posição, no circuito mundial estiveram  no Grand Slam de Berlim e nos Abertos Rodes e Gstaad e Milão. No Campeonato Europeu de Voleibol de Praia Sub-23 de 2004 em Brno, conquistou com Isabelle Forrer a medalha de prata.
Em 2004 esteve com Sarah Rohrer terminaram em nono na etapa Satélite de Porticcio, em sétimo na etapa Satélite de Lausana e quinto posto na etapa Satélite de Le Lavandou, e com esta jogadora esteve no circuito mundial obtiveram o trigésimo terceiro posto no Grand Slam de Klagenfurt. E com Dinah Kilchenmann finalizou também na décima nona posição no Campeonato Europeu de 2004 em Timmendorfer Strand, no circuito mundial obtiveram  o vigésimo quinto no Grand Slam de Marselha e  décimo sétimo no Aberto de Gstaad, depois, esteve com Isabelle Forrer  quando terminaram no décimo terceiro lugar no Aberto do Rio de Janeiro e no vigésimo quinto no Aberto de Milão.
Em 2005 formou parceria com Simone Kuhn conquistaram o título na etapa Satélite de Lausana, terminaram no quarto lugar no Campeonato Europeu em Moscou e no Campeonato Mundial de Berlim, nos eventos do circuito mundial obteve com esta atleta como melhores resultados, o sétimo lugar no Grand Slam de Paris e no Aberto de Bali,  quinto posto no Aberto de Atenas e o quarto lugar no Aberto de Osaka.
Com Simone Kuhn terminaram no décimo terceiro lugar no Campeonato Europeu de 2006 na cidade de Haia, terminaram em nono lugar no Aberto de Xangai, nos Grand Slams de Gstaad, Stavanger e Kagenfurt.
Ao lado de Simone Kuhn terminaram no décimo terceiro lugar no Campeonato Mundial de 2007 em Gstaad, nas etapas do circuito mundial  ficaram no sétimo lugar no Aberto de Kristiansand, no nono posto nos Abertos de Fortaleza e São Petersburgo.Em nova jornada com tal jogadora, terminaram no décimo sétimo lugar no Campeonato Europeu de 2008 em Hamburgo, terminaram em nono no Aberto de Barcelona e em quinto no Grand Slam de Gstaad, e nos Jogos Olímpicos de 2008 em Pequim finalizaram no décimo nono lugar, e assim encerrando sua carreira.

## Títulos e resultados
- Aberto de Osaka do Circuito Mundial de Vôlei de Praia de 2005
- Campeonato Europeu de 2005